# Titcoin
Titcoin (Ticker Symbol: TIT) és una criptomoneda llançada el 2014. Està derivada del codi font de Bitcoin, amb modificacions per millorar la velocitat i l'eficiència de les transaccions. Titcoin està pensat per a la indústria de l'entreteniment per a adults per permetre als usuaris pagar per productes i serveis per a adults sense por que els historials de pagament incriminatoris apareguin a les seves targetes de crèdit.
L'any 2015, Titcoin va rebre dues nominacions als Premis XBIZ 2015.

## Història
Titcoin va ser fundat per Edward Mansfield, Richard Allen i un tercer individu anònim. Els fundadors van desenvolupar Titcoin per a la indústria de l'entreteniment per a adults com un sistema de pagament alternatiu en efectiu per efectuar transaccions anònimes.
El 21 de juny de 2014, la cartera de criptomoneda i el codi font de Titcoin es van publicar amb un llançament discret inicial per a la comunitat de criptomoneda seguit d'un llançament agressiu per al públic.
El setembre de 2014, Patrick McDonnell es va unir a l'equip de desenvolupament de Titcoin com a assessor de desenvolupament empresarial.
El 29 de maig de 2017, Titcoin i les seves propietats van ser adquirides per l'estudi de desenvolupament de jocs per a adults Joy-Toilet.
I el 5 de setembre de 2018, Titcoin i els seus actius van ser adquirits pels desenvolupadors de TittieCoin.

## Remissions
1. ↑  Titcoin Analysis Paper Arxivat 2020-08-13 a Wayback Machine. The Licentious Blockchains: Outlining an Altcoin Subgenre. Banking & Insurance eJournal. Social Science Research Network (SSRN). Date accessed 23 January 2018.
2. ↑  Moore, Lane. "Behind Titcoin, the New Anonymous Currency for Buying Porn" Arxivat 2020-10-29 a Wayback Machine.. Cosmopolitan Magazine. Retrieved 30 October 2014.
3. ↑  Lynch, Gerald."Titcoin is the Bitcoin for Porn" Arxivat 2020-09-08 a Wayback Machine.. Gizmodo UK. Retrieved 23 June 2014.
4. ↑  "Titcoin Receives Two Web & Tech XBIZ Nominations" Arxivat 2014-12-27 a Wayback Machine.. Payout Magazine. Retrieved 18 November 2014.
5. ↑  Mercier Voyer, Stephanie. "Titcoin Is a Brand New Cryptocurrency for Porn Purchases" Arxivat 2016-09-24 a Wayback Machine.. Vice Magazine. Retrieved 18 June 2014.
6. ↑  Spitznagel, Eric. "Who Actually Pays for Porn Anymore? An Investigation" Arxivat 2015-01-14 a Wayback Machine.. Men's Health Magazine. Retrieved 14 August 2014.
7. ↑  Weisman, Carrie. "Porn Gets Its Own Currency" Arxivat 2014-07-08 a Wayback Machine.. Design & Trend. Retrieved 23 June 2014.
8. ↑  Chang, Lulu. ""Titcoin" Is A Bitcoin-Esque Currency For Porn, And Only Porn, And We Can't Even" Arxivat 2020-10-27 a Wayback Machine.. Bustle Magazine. Retrieved 23 June 2014.
9. ↑  Giles, Jeff. "Wolf of Wallstreet – Patrick McDonnell interview" Arxivat 2016-05-27 a Wayback Machine. Major Mindjob. Retrieved 29 January 2014.
10. ↑  Blue, Violet. "Why Is Wall Street Taking ‘Titcoin’ Seriously?" Arxivat 2018-04-08 a Wayback Machine.. Playboy Magazine. Retrieved 24 October 2014.
11. ↑  "Patrick 'The Coyote of Wall Street' McDonnell Joins Titcoin" Arxivat 2015-03-18 a Wayback Machine.. AVN. Retrieved 9 September 2014.
12. ↑  XBIZ «Joy-Toilet Acquires Titcoin» (en anglès). XBIZ.
13. ↑  TIT™, TittieCoin. «We are excited to announce that @OfficialTitcoin has been bought out by @TittieCoin for an undisclosed amount. The $TTC Dev team has demonstrated an amazing ability to grow & cultivate a community as well as move blockchain technology forward. Get ready for the Major League $TITpic.twitter.com/E6LJ6bj08x», 05-09-2018. Arxivat de l'original el 1 gener 2021.
14. ↑  «Joy-Toilet's Titcoin Division Acquired by Tittiecoin». Arxivat de l'original el 2018-09-11.
15. ↑  XBIZ. «Joy-Toilet's Titcoin Division Acquired by Tittiecoin», 10-09-2018. Arxivat de l'original el 1 gener 2021.